# Energetski institut Hrvoje Požar
Energetski institut Hrvoje Požar je institut osnovan 1994. godine odlukom Nadzornog odbora Hrvatske elektroprivrede (HEP) iz potrebe da se osnuje neprofitni institut kao potpora procesima reforme, državnim institucijama i tvrtkama u energetskom sektoru. Nazvan je u čast Hrvoje Požar, inženjera, doktora tehničkih znanosti, sveučilišnog profesora, vrhunskog svjetskog znanstvenika, enciklopedista i hrvatskog akademika koji je objavio preko 330 znanstvenih i stručnih radova te studija, skripti i knjiga s područja energetike. 

## Istraživanje
Znanstvena i stručna istraživanja Instituta iz područja energetike na državnoj i lokalnoj razini obuhvaćaju: 
- potrošnju svih oblika energije u svim sektorima
- bazu podataka i statistiku potrošnje energije
- analize potrošnje u prošlosti i predviđanja za budućnost
- analize odnosa i zakonitosti potrošnje energije (ukupno, po svim oblicima i po sektorima, regionalni razvoj potrošnje energije, publiciranje energetskih bilanci)
- gospodarenje energijom
- analize učinkovitosti korištenja energije po sektorima i velikim potrošačima
- predlaganje mjera
- praćenje ostvarenja programa racionalnog gospodarenja energijom
- razvoj energetskog sustava i njegovih podsustava (električna energija, plin, naftni derivati)
- tehnološke i financijske probleme razvoja
- podloge za planiranje korištenja prostora
- zaštita okoliša pri gradnji i korištenju energetskih postrojenja
- obnovljive izvore energije: analize, planiranje, poticanje i njihovo populariziranje
- ekonomske odnose u energetskom sustavu, politiku cijena, tarifnu, poreznu i carinsku politiku
- korištenje energetskog sustava i njegovih podsustava
- analizu i razvoj metoda i modela
- izobrazbu kadrova